# المهافيف (مسلسل)
المهافيف مسلسل تلفزيوني عراقي.

## الممثلون
- قاسم الملاك
- سوسن شكري
- حميد الجمالي
- مي جمال
- آلاء شاكر
- أنعام الربيعي
- هناء محمد
- عزيز خيون